# Intercosmos

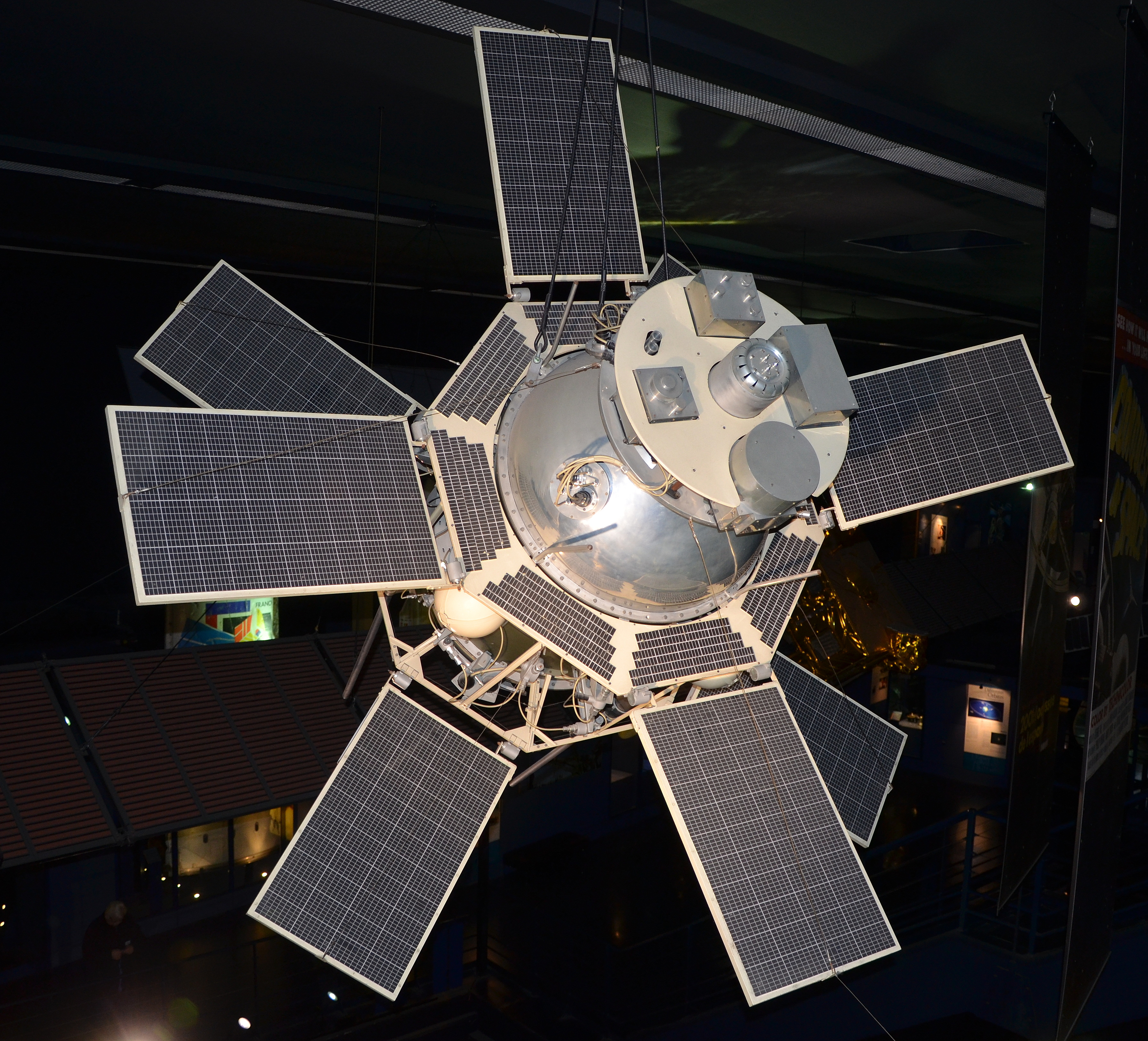
Satellite scientifique Intercosmos 1 développé par l'Union soviétique, la Tchécoslovaquie et l'Allemagne de l'Est et lancé en 1969.

Intercosmos (en russe : Интеркосмос) est le nom d'un programme spatial soviétique visant à promouvoir la coopération internationale dans le domaine spatial à des fins pacifiques. En pratique les pays cooptés dans ce programme faisaient partie du bloc de l'Est ou ayant adopté un régime socialiste ainsi que quelques pays non-alignés comme la Syrie et l'Inde. Le programme a donné lieu au développement de 26 satellites scientifiques et la participation à des missions spatiales d'une quinzaine de ressortissants des pays cooptés. Ce programme a été réalisé sous l'égide de l'Académie des sciences d'URSS (devenue depuis l'Académie des sciences de Russie).

## Missions habitées Intercosmos
| Date              | Premier cosmonaute        | Doublure                          | Pays                                  | Mission     |
| ----------------- | ------------------------- | --------------------------------- | ------------------------------------- | ----------- |
| 3 février 1978    | Vladimír Remek            | Oldřich Pelčák                    | République socialiste tchécoslovaque  | Soyouz 28   |
| 27 juin 1978      | Mirosław Hermaszewski     | Zenon Jankowski                   | République populaire de Pologne       | Soyouz 30   |
| 26 août 1978      | Sigmund Jähn              | Eberhard Köllner (en)             | République démocratique allemande     | Soyouz 31   |
| 10 avril 1979     | Georgi Ivanov             | Aleksandr P. Aleksandrov          | République populaire de Bulgarie      | Soyouz 33   |
| 26 mai 1980       | Bertalan Farkas           | Bela Magyari                      | République populaire de Hongrie       | Soyouz 36   |
| 23 juillet 1980   | Tuân Pham                 | Thanh Liem Bui (en)               | Viêt Nam                              | Soyouz 37   |
| 18 septembre 1980 | Arnaldo Tamayo Méndez     | Jose Lopez Falcon                 | Cuba                                  | Soyouz 38   |
| 23 mars 1981      | Zhugderdemidiyn Gurragcha | Maidarzhavyn Ganzorig (en)        | République populaire mongole          | Soyouz 39   |
| 14 mai 1981       | Dumitru Prunariu          | Dumitru Dediu (en)                | République socialiste de Roumanie     | Soyouz 40   |
| 24 juin 1982      | Jean-Loup Chrétien        | Patrick Baudry                    | France                                | Soyouz T-6  |
| 2 avril 1984      | Rakesh Sharma             | Ravish Malhotra (en)              | Inde                                  | Soyouz T-11 |
| 22 juillet 1987   | Muhammed Faris            | Mounir Habib Habib                | Syrie                                 | Soyouz TM-3 |
| 6 juin 1988       | Aleksandr P. Aleksandrov  | Krasimir Mikhaïlov Stoïanov       | République populaire de Bulgarie      | Soyouz TM-5 |
| 29 août 1988      | Abdul Ahad Mohmand        | Mohammad Dauran Ghulam Masum (hu) | République démocratique d'Afghanistan | Soyouz TM-6 |
| 26 novembre 1988  | Jean-Loup Chrétien        | Michel Tognini                    | France                                | Soyouz TM-7 |

## Satellites scientifiques
Le programme de satellite scientifique Intercosmos a débuté en 1969. Jusqu'en 1976, ce programme utilisait des plateformes Dnipropetrovsk Spoutnik-Universal sur lesquelles étaient installés les différents instruments provenant des Académies des sciences des pays participants. Intercosmos 6 a utilisé un satellite militaire Zenit-4MK modifié afin de permettre le retour sur Terre des expériences menées en orbite. À partir de 1976, le programme a utilisé des plateformes Avtomatitechskaya Universalnaya Orbitalnaya Stantsiya-Zemlya permettant l'installation d'instruments plus lourds. La Suède est le seul pays ne faisant pas partie du bloc de l'Est qui ait participé à ce programme.
Le dernier satellite du programme, Intercosmos 25, est devenu le deuxième satellite russe, 6 jours après la dislocation de l'Union soviétique.
| Date lancement | Satellite                       | Pays participant                                                                    | Type satellite              | Mission                                                                                              | Date de fin de mission |
| -------------- | ------------------------------- | ----------------------------------------------------------------------------------- | --------------------------- | --- | ---------------------- |
| 14/10/1969     | Intercosmos 1                   | Allemagne de l'Est, Pologne, Tchécoslovaquie, U.R.S.S.                              | DS-U3                       | Étude des émissions solaire                                                                          | 30/10/1969             |
| 25/12/1969     | Intercosmos 2                   | Allemagne de l'Est, Bulgarie, Tchécoslovaquie, U.R.S.S.                             | DS-U1                       | | 12/02/1970             |
| 07/08/1970     | Intercosmos 3                   | Tchécoslovaquie, U.R.S.S.                                                           | DS-U2                       | | 06/12/1970             |
| 14/10/1970     | Intercosmos 4                   | Allemagne de l'Est, Pologne, Tchécoslovaquie, U.R.S.S.                              | DS-U3                       | | 08/01/1971             |
| 02/12/1971     | Intercosmos 5                   | Tchécoslovaquie, U.R.S.S.                                                           | DS-U2                       | | 07/04/1972             |
| 07/04/1972     | Intercosmos 6                   | Hongrie, Mongolie, Pologne, Roumanie, Tchécoslovaquie, U.R.S.S.                     | Energiya (bus de Zenit-4MK) | | 11/04/1972             |
| 30/06/1972     | Intercosmos 7                   | Allemagne de l'Est, Pologne, Tchécoslovaquie, U.R.S.S.                              | DS-U3                       | | 05/10/1972             |
| 30/11/1972     | Intercosmos 8                   | Allemagne de l'Est, Bulgarie, Tchécoslovaquie, U.R.S.S.                             | DS-U1                       | | 01/02/1973             |
| 19/04/1973     | Intercosmos 9                   | Pologne, U.R.S.S.                                                                   | DS-U2                       | | 15/10/1973             |
| 30/10/1973     | Intercosmos 10                  | Allemagne de l'Est, Tchécoslovaquie, U.R.S.S.                                       | DS-U2                       | Étude des variations du champ électromagnétique et de la concentration des électrons de l'ionosphère | 07/06/1974             |
| 17/05/1974     | Intercosmos 11                  | Allemagne de l'Est, Pologne, Tchécoslovaquie, U.R.S.S.                              | DS-U3                       | | 14/02/1975             |
| 31/10/1974     | Intercosmos 12                  | Allemagne de l'Est, Hongrie, Roumanie, Tchécoslovaquie, U.R.S.S.                    | DS-U2                       | | 20/02/1975             |
| 27/03/1975     | Intercosmos 13                  | Tchécoslovaquie, U.R.S.S.                                                           | DS-U2                       | | 21/06/1975             |
| 03/06/1975     | Intercosmos                     | Allemagne de l'Est, Pologne, Tchécoslovaquie, U.R.S.S.                              | DS-U3                       | | Echec                  |
| 11/12/1975     | Intercosmos 14                  | Allemagne de l'Est, Bulgarie, Hongrie, Tchécoslovaquie, U.R.S.S.                    | DS-U2                       | | 09/07/1976             |
| 19/06/1976     | Intercosmos 15                  | Allemagne de l'Est, Bulgarie, Pologne, Tchécoslovaquie, U.R.S.S.                    | AUOS-Z-T                    | Test de nouveaux composants dans des conditions spatiales                                            | 26/07/1976             |
| 27/07/1976     | Intercosmos 16                  | Allemagne de l'Est, Pologne, Suède, Tchécoslovaquie, U.R.S.S.                       | DS-U3                       | | 13/11/1976             |
| 24/09/1977     | Intercosmos 17                  | Hongrie, Roumanie, Tchécoslovaquie, U.R.S.S.                                        | AUOS-Z-E                    | | 16/01/1979             |
| 24/10/1978     | Intercosmos 18                  | Allemagne de l'Est, Hongrie, Pologne, Roumanie, Tchécoslovaquie, U.R.S.S.           | AUOS-Z-M                    | | 17/03/1981             |
| 27/02/1979     | Intercosmos 19                  | Bulgarie, Hongrie, Pologne, Tchécoslovaquie, U.R.S.S.                               | AUOS-Z-I                    | | 27/04/1982             |
| 01/11/1979     | Intercosmos 20                  | Allemagne de l'Est, Hongrie, Roumanie, Tchécoslovaquie, U.R.S.S.                    | AUOS-Z-R-P                  | | 11/12/1980             |
| 06/02/1981     | Intercosmos 21                  | Allemagne de l'Est, Hongrie, Roumanie, Tchécoslovaquie, U.R.S.S.                    | AUOS-Z-R-P                  | | 02/06/1982             |
| 07/08/1981     | Intercosmos 22 ou Bulgaria 1300 | Bulgarie, U.R.S.S.                                                                  | Meteor                      | | 10/08/1983             |
| 26/04/1985     | Intercosmos 23                  | Tchécoslovaquie, U.R.S.S.                                                           | Prognoz SO-M                | Étude des rayons cosmiques                                                                           | 19/11/1985             |
| 28/09/1989     | Intercosmos 24                  | Allemagne de l'Est, Bulgarie, Hongrie, Pologne, Roumanie, Tchécoslovaquie, U.R.S.S. | AUOS-Z-AV                   | | 11/10/1995             |
| 18/12/1991     | Intercosmos 25                  | Allemagne, Bulgarie, Hongrie, Pologne, Roumanie, Tchécoslovaquie, Russie            | AUOS-Z-APEKS                | Étude des interactions entre le plasma et l'ionosphère et la magnétosphère                           |                        |